# Elburg
Elburg es una ciudad y un municipio de la Provincia de Güeldres en el centro de los Países Bajos.
Elburg es localizada al norte de la región boscosa de Veluwe y bordea los lagos de Dronten y Veluwe.

## Galería

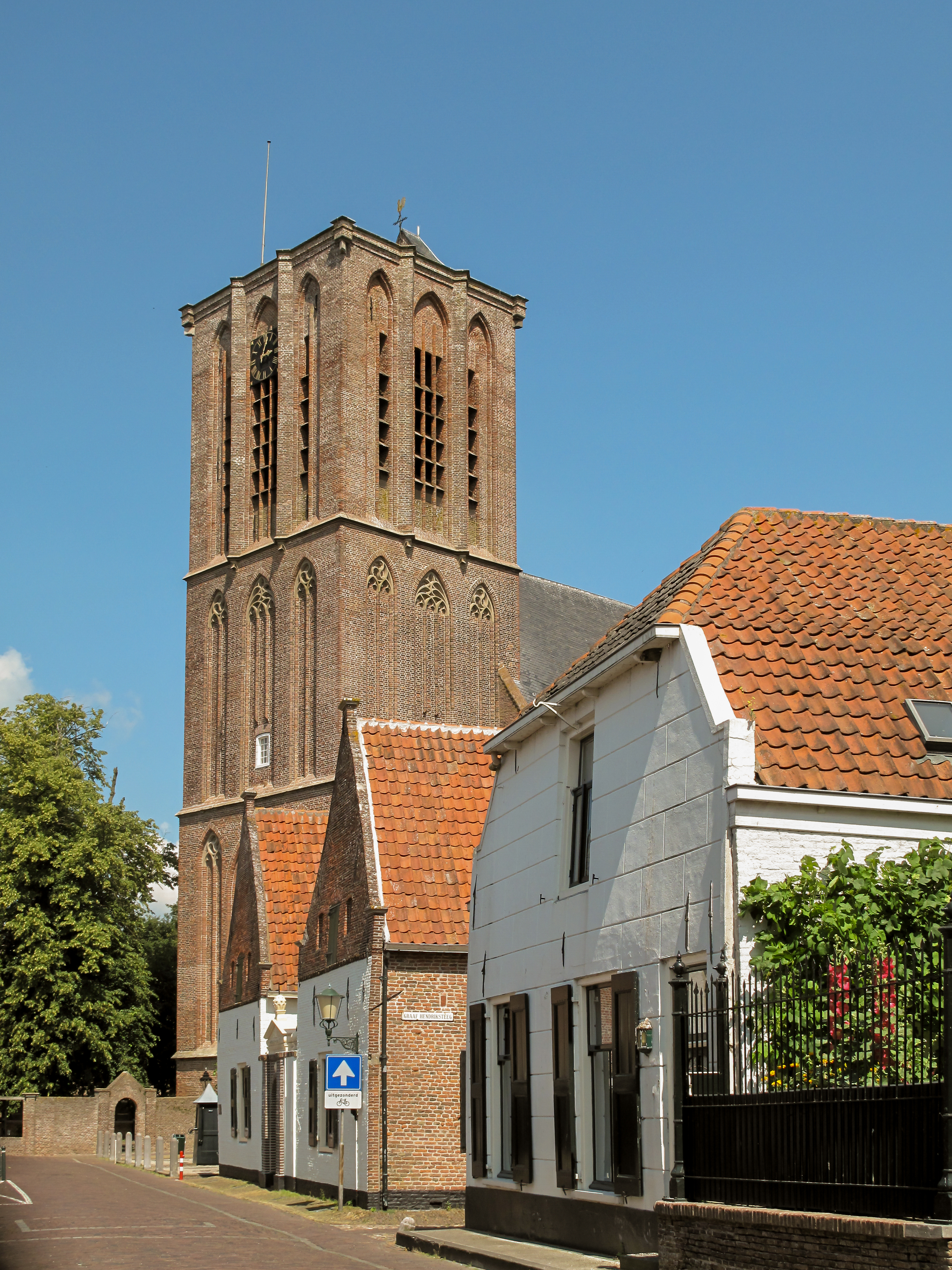
Elburg, el torre de la iglesia (el Sint Nicolaaskerk)
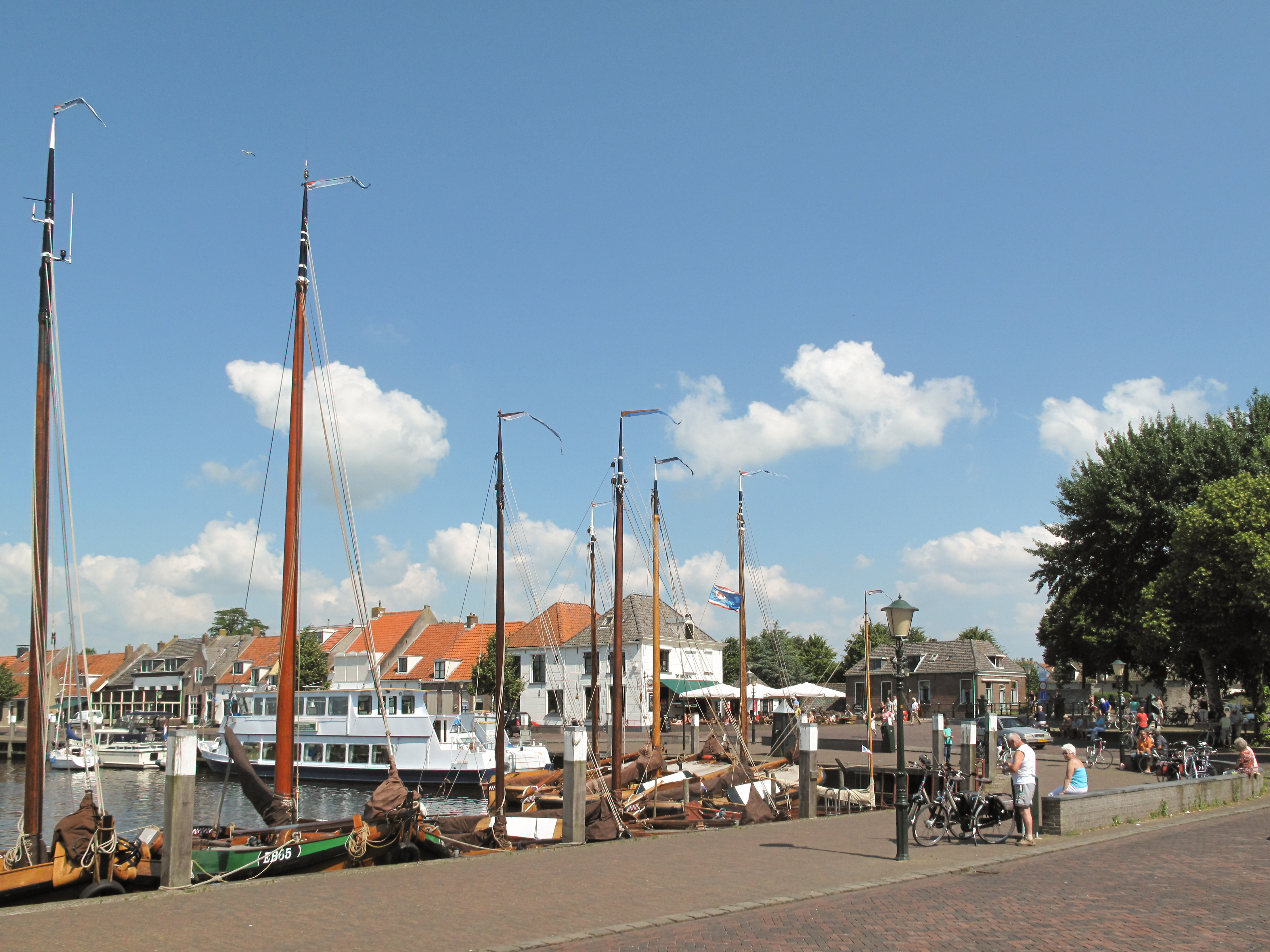
Elburg, vista en la calle: el Havenkade
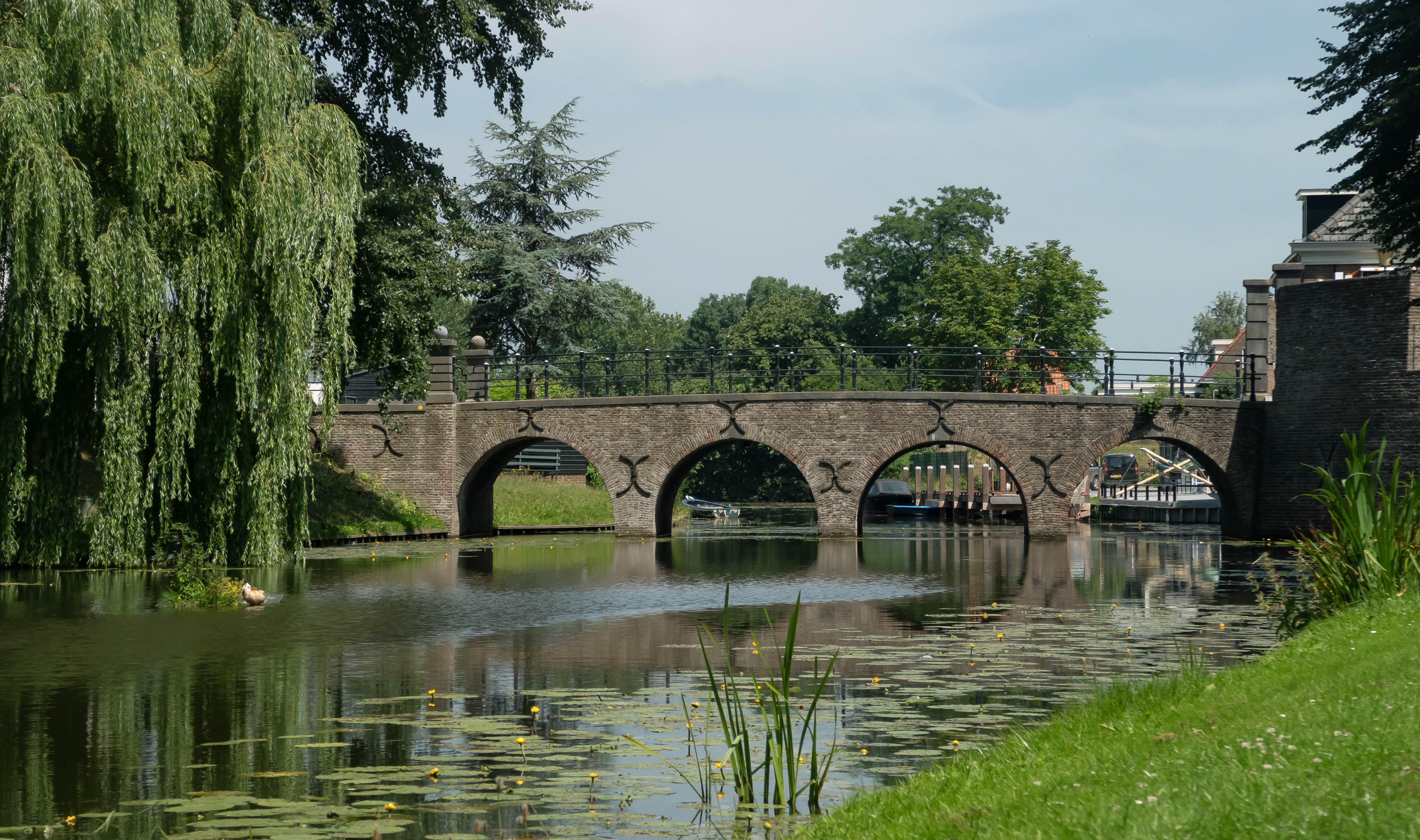
Elburg, el puente: el Vischpoortbrug
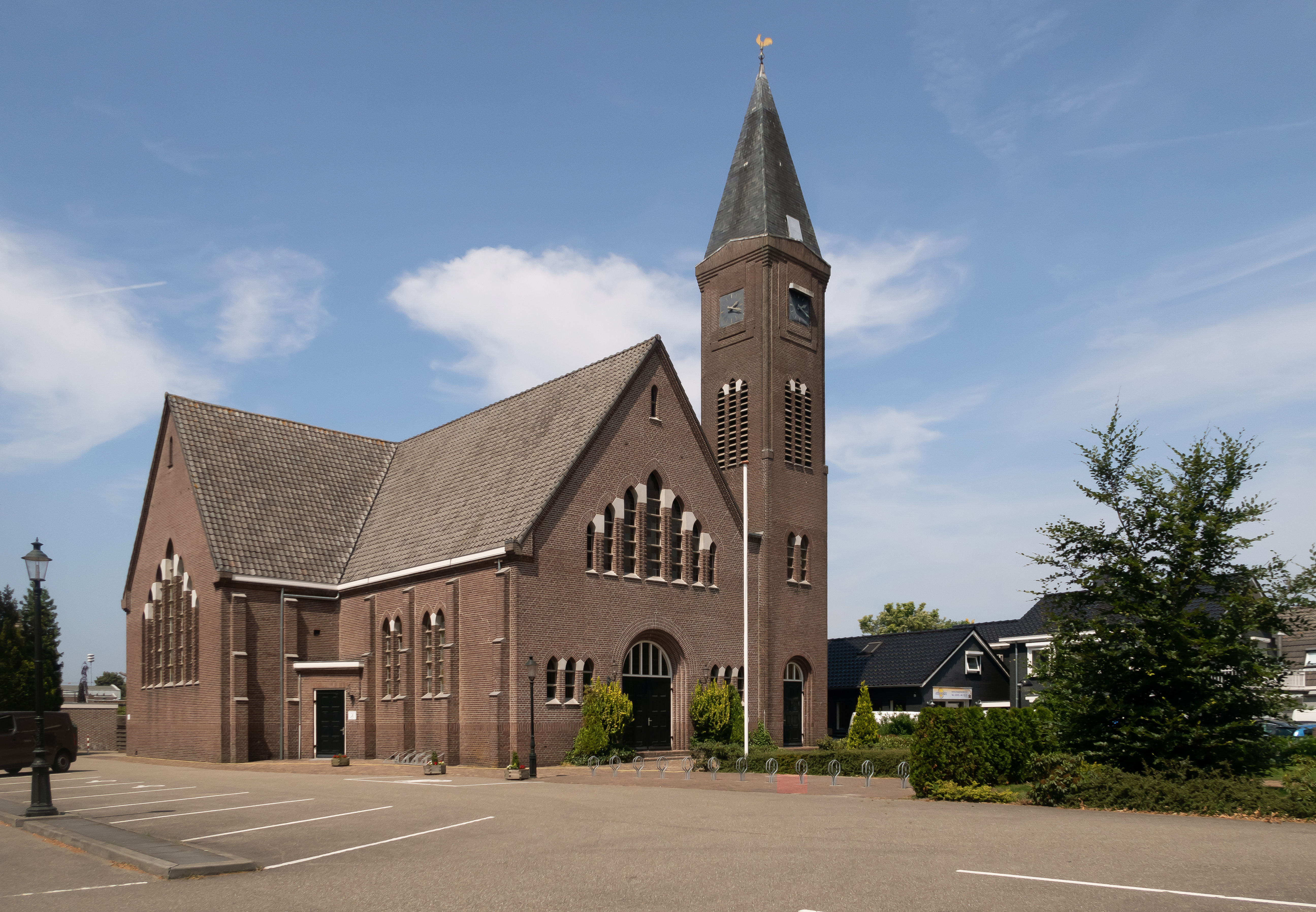
Doornspijk, la iglesia protestante